# サッポログループ物流
サッポログループ物流株式会社は、サッポロホールディングス傘下の物流子会社である。2011年3月の、サッポロホールディングスによるポッカコーポレーション子会社化により、サッポロビール子会社のサッポロ流通システムが、ポッカサッポロ子会社のポッカロジスティクスを吸収合併して発足した。グループ企業の製品・販促品の輸送のほかグループ外の配送事業も請け負っており、2013年の外販比率は23%であった。

## 沿革
- サッポロ流通システム
  - 1949年 - 札幌日星社設立。
  - 1962年 - サッポロビール運送社設立。
  - 1986年6月1日 - 札幌日星社とサッポロビール運送社を統合、北海道サッポロ物流に社名変更[3]。
  - 1986年9月19日 - 東京サッポロ運輸を東部サッポロ物流、名古屋サッポロ運輸を西部サッポロ物流に、それぞれ社名変更[4]。
  - 1996年4月1日 - 東部サッポロ物流と関東サッポロ運輸を統合[5]。
  - 1998年1月 - 東部サッポロ物流、西部サッポロ物流、北海道サッポロ物流の物流子会社三社を合併、サッポロ流通システムを発足させた[6]。

- ポッカロジスティクス
  - （時期不詳） - 会社設立。
  - 2003年 - 四国地区で大塚倉庫との共同物流事業を開始[7]。
  - 2005年10月1日 - ポッカラインをポッカロジスティクスに社名変更[8]。

- サッポログループ物流
  - 2012年10月1日 - サッポロ流通システムがポッカロジスティクスを吸収合併し現業会社(運輸・倉庫)として存続。管理会社として同社を子会社とするサッポログループ物流を設立した。
  - 2015年3月 - サッポロビールのサプライチェーン・マネジメント部門とポッカサッポロのロジスティクス部門をサッポログループ物流に移管[9]。

## 事業所
- 北海道支社 - 北海道恵庭市戸磯542-1
- 東北支社 - 宮城県名取市手倉田字八幡310-1
- 関東支社 - 群馬県伊勢崎市境東新井1301-1
- 首都圏支社 - 千葉県船橋市高瀬町2
- 静岡支社 - 静岡県焼津市浜当目708-1
- 名古屋支社-  愛知県北名古屋市熊之庄堤下14
- 近畿圏支社 - 大阪府大阪市西淀川区中島2-10-115
- 九州支社 - 大分県日田市大字高瀬6979